# Фердман, Борис Борисович
Борис Борисович Фердман (род. 10 октября 1990 года) — российский пловец в ластах.

## Биография
Борис Фердман родился 10 октября 1990 года в городе Коврове, Владимирской области.
Воспитанник Тульской областной СДЮСШОР по ВВС «Дельфин». Тренировался под руководством Заслуженного тренера России Натальи Павловны Дудченко. Двукратный Чемпион Мира 2006, 2009, бронзовый призёр Чемпионата Европы 2010, многократный чемпион и призёр Чемпионатов и Кубков России в период с 2003 по 2014. Абсолютный победитель Первенства Мира 2006 года, победитель финала Кубка Мира 2006, победитель Первенства Европы 2007
.

## Факты
Впервые сборная команда мужчин РФ в эстафете завоевала золотые медали в 2006 году Турине. В составе сборной команды участвовали два туляка Павел Бабкин и Борис Фердман. На последнем этапе в упорной борьбе Борис Фердман смог устоять под натиском Чемпиона Мира П. Фабио.
В 2006 году в Москве проходило Первенство Мира среди юношей. Лидерами сборной команды РФ был Фердман Борис. Благодаря его усилиям Сборная команда РФ завоевала общекомандное I место. Борис Фердман стал абсолютным чемпионом Первенства Мира. В этом же году команда Тульской областной СДЮШОР по водным видам спорта «Дельфин» завоевала I общекомандное место и Кубок Мира в Египте впервые в истории. Борис Фердман занял I Место среди юношей, Павел Бабкин занял I место среди мужчин, среди женщин I место заняла восьмикратная Чемпионка Мира Анна Андриевских.
С 2013 года является отцом-основателем спортивной школы "Рекорд".